# Jahnavi Harrison

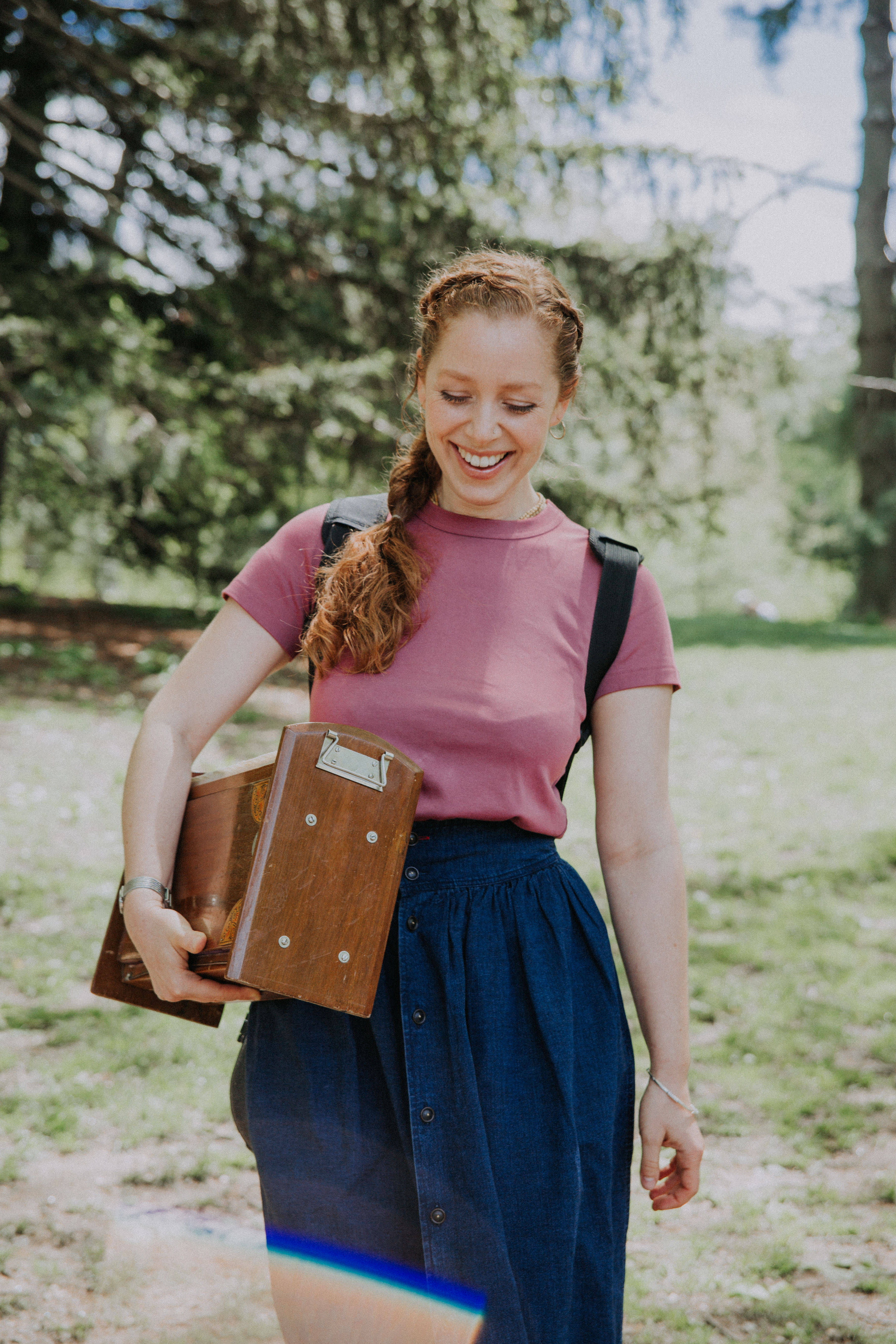
Jahnavi Harrison em 2019

Jahnavi Harrison, também conhecida por seu nome espiritual, Jahnavi Jivana devi dasi, é uma musicista britânica conhecida por sua música devocional (kirtan). Ela aparece regularmente como apresentadora no programa Something Understanding da BBC Radio 4 e na Pause for Thought da BBC Radio 2.

## Biografia
Jahnavi Harrison foi criada em uma família de praticantes de Bhakti-yoga em Bhaktivedanta Manor. Ela é possui formação em música indiana (música carnática e Bharatanatyam) e ocidental, bem como dança, escrita e artes visuais. Jahnavi afirma que possui o propósito de canalizar sua expressão criativa na música como um caminho para a autorrealização e o serviço. Ela se formou em Linguística e Escrita Criativa pela Universidade de Middlesex em 2009. Desde então, ela tem apresentado e ensinado música mantra e meditação globalmente.
Harrison lançou seu álbum de estreia, Like a River to the Sea em julho de 2015, e participou do álbum de caridade Bhakti Without Borders indicado ao Grammy (2016).
Ela se apresenta regularmente na mídia, incluindo "Pause for Thought" da BBC Radio 2 e "Something Understanding" na BBC Radio 4.
Ela foi cofundadora do "Kirtan London", um projeto que visa tornar a música mantra acessível e relevante para um público mais amplo por meio de uma variedade de eventos e retiros.

## Gravações

### Surrender (Krishna Keshava)
Willow Smith e Jahnavi apresentam uma colaboração única e inédita. Surrender (Krishna Keshava) é uma antiga canção sagrada da Índia. As letras em sânscrito invocam a paz, proteção e graça divinas. Harrison compartilhou o lançamento exclusivamente com Zoe Ball na BBC Radio 2.

### Like a River to the Sea
Harrison lançou seu álbum de estreia, Like a River to the Sea em julho de 2015.

### Bhakti Without Borders
Jahnavi participa de "Bhaja Govindam" para o álbum de caridade Bhakti Without Borders, que foi indicado ao prêmio Grammy.

### Mantra Lounge Volumes 1, 2 & 3
Harrison gravou faixas para os volumes 1 2 e 3 do Mantra Lounge

### R I S E
Em 2020, ela lançou o EP R I S E, com Willow Smith. A revista Wonderland descreveu-o como "um jardim idílico cercado por vocais etéreos angelicais e produções cintilantes", com "pássaros cantando docemente sobre cordas melódicas de violão".

## Recepção
McKenna Rowe, revisando Like a River to the Sea para LA Yoga, escreveu que ela ficou "comovida e atordoada com a beleza dos instrumentos e arranjos" das canções. Ela achou o álbum "uma obra-prima profundamente satisfatória", não apenas para pessoas que gostam de música devocional. Revendo o álbum para a revista Pulse, Sanjeevini Dutta observou que o kirtan foi "a trilha sonora" da infância de Harrison. Ela o chamou de "um primeiro álbum de surpreendente amadurecimento e doçura", que atraiu o ouvinte "para um espaço interior profundo", mas mantendo contato com "uma vida vivida cheia de alegrias, tristezas e desgostos". Amardeep Dhillon, na revista Songlines, chamou a música de agradável, mas nada surpreendente, as faixas sendo "calmantes e organizadas, com o violino de Harrison entrelaçado entre as notas celtas e karnáticas". Em sua opinião, o álbum é bem-sucedido pela indubitável "profundidade de sentimento, sinceridade e amor que transparece".